# Bílá voda (přítok Bobravy)
Bílá voda je pravostranný přítok říčky Bobravy v okresech Žďár nad Sázavou a Brno-venkov. Délka toku činí 12,3 km. Plocha povodí měří 29,7 km².

## Průběh toku
Potok pramení v lesích jižně od Přibyslavic, v katastru vesnice Košíkov, v nadmořské výšce okolo 515 m. Na horním toku protéká souvisle zalesněnou krajinou převážně jihovýchodním směrem. Mezi devátým a desátým říčním kilometrem teče přes Zálesnou Zhoř. Tato obec je obklopena lesy. Severně od Zálesné Zhoře se na levostranném přítoku Bílé vody nalézá přírodní památka Zhořská mokřina. Podél chráněného území vede cesta, po které je vedena žlutá turistická trasa. Pod Zálesnou Zhoří vtéká potok opět do lesů, kde přijímá zprava dva přítoky, které jsou nazývány Spálená a Sapoušek. U ústí druhého jmenovaného toku prochází krátce údolím výše zmíněná turistická trasa. Dále Bílá voda směřuje na jihovýchod hlubokým, místy zalesněným údolím. Mezi Zbraslaví a Litostrovem přibírá pravostranný přítok, který je pojmenován Dolina. Na svahu při ústí Doliny se nachází lyžařský vlek. Mezi pátým a šestým říčním kilometrem překonává koryto potoka místní komunikace, která spojuje Zbraslav a Litostrov. Po této silnici je vedena Hornická cyklostezka. Odtud potok pokračuje na jihovýchod, protéká Mariánským údolím, kde přijímá dva větší pravostranné přítoky. Na ostrohu nad ústím potoka Žleb stával v minulosti hrad Zbraslav. Níže po proudu, pod ústím Jeleního potoka, se na pravém břehu nachází kamenolom. Mariánské údolí potok opouští severně od Zastávky. Zde se vlévá do říčky Bobravy, na jejím 29,6 říčním kilometru, v nadmořské výšce okolo 320 m. Nad ústím Bílé vody má říčka Bobrava výrazně menší povodí. Jeho rozloha je 12,0 km².

## Větší přítoky

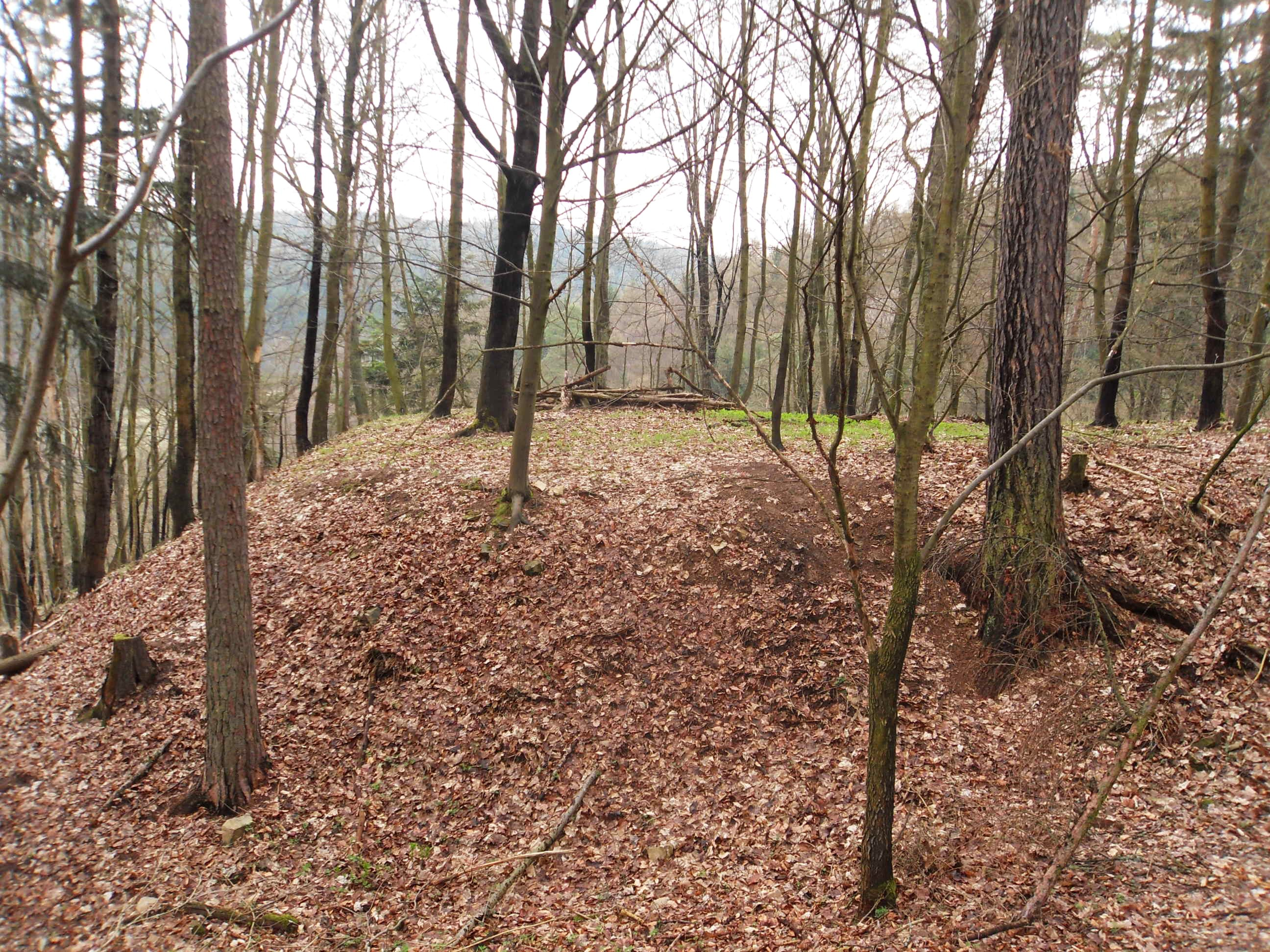
Zaniklý hrad Zbraslav

- Spálená je pravostranný přítok na 8,5 říčním kilometru.[4] Pramení severovýchodně od Stanoviště v nadmořské výšce okolo 505 m. Na horním a středním toku teče převážně jihovýchodním směrem souvisle zalesněnou krajinou. Na dolním toku se potok stáčí na severovýchod. Nedaleko od ústí se opět obrací a krátce proudí k jihovýchodu. Do Bílé vody se vlévá jižně od Zálesné Zhoře v nadmořské výšce okolo 420 m. Délka potoka činí 2,1 km.[4]
- Sapoušek je malý pravostranný přítok Bílé vody pramenící severozápadně od Zbraslavi v nadmořské výšce okolo 480 m. Po celé své délce teče okrajem lesa východním až severovýchodním směrem. Na horním toku napájí bezejmenný rybník. Dolní tok nad ústím je zatrubněný. Do Bílé vody se vlévá na 7,7 říčním kilometru[4] v nadmořské výšce okolo 410 m. Délka potoka činí 1,6 km.[4]
- Dolina je pravostranný přítok, který pramení v Kostelním lese rozprostírajícím se u severozápadního okraje Zbraslavi. Vodoteč směřuje převážně na východ hlubším údolím, které se nachází severně od výše zmíněné obce. Do Bílé vody se Dolina vlévá severovýchodně od Zbraslavi, na 6,1 říčním kilometru,[5] v nadmořské výšce okolo 395 m. Délka potoka činí 2,1 km.[5]
- Žleb je pravostranný přítok Bílé vody pramenící na jihovýchodě Zbraslavi v nadmořské výšce okolo 450 m. Potok teče převážně jihovýchodním směrem a jeho údolí se postupně prohlubuje. Střední a dolní tok protéká severním okrajem Horního lesa. Do Bílé vody se potok vlévá na 4,1 říčním kilometru[6] v nadmořské výšce okolo 370 m. Délka toku činí 2,5 km.[6] Na ostrohu nad ústím potoka se v minulosti nacházel hrad Zbraslav, z něhož se mnoho nedochovalo.
- Jelení potok je pravostranný přítok na 3,0 říčním kilometru.[6] Potok pramení na okraji lesa, jihovýchodně od Zbraslavi, v nadmořské výšce okolo 455 m. Na horním toku směřuje převážně na jihovýchod. Střední tok se postupně obrací na východ a jeho údolí se více prohlubuje. Na dolním toku teče potok převážně východním směrem, kromě krátkého úseku nedaleko ústí. Zde se Jelení potok prudce stáčí na sever a po krátkém úseku opět obrací na východ. Do Bílé vody se vlévá severozápadně od kamenolomu v Mariánském údolí v nadmořské výšce okolo 355 m. Délka Jeleního potoka činí 2,4 km.[6]

## Vodní režim
Průměrný průtok Bílé vody u ústí činí 0,12 m³/s.